# الله ليس ميتا 2
الله ليس ميت 2 (بالإنجليزية: God's Not Dead 2)‏ هو فيلم دراما مسيحي أمريكي تم إنتاجه في سنة 2016 وهو من إخراج هارولد كرونك وبطولة ميليسا جوان هارت و هايلي أورانتيا و سادي روبرتسون، الفيلم هو تكملة لفيلم الله ليس ميت الذي تم إنتاجه في سنة 2014. وقد تم توزيع الفيلم عن طريق شركة بيور فليكس.

## القصة
قصة الفيلم تحكي عن مدرسة تاريخ مسيحية متدينة ومحبوبة عند طلابها تستشهد بإحدى حصصها بقول للمسيح من الإنجيل فيتم محاسبتها من قبل المدرسة التي تمنع المدرسين الكلام عن الدين، فيتم بعد ذلك إيقافها لترفع قضيتها إلى المحكمة لأجل إعادتها.

## البطولة
- ميليسا جوان هارت بدور غريس ويسلي
- جيسي متكالف بدور توم إيندلر
- ديفيد وايت بدور الأب ديف
- هايلي أورانتيا بدور بروك تاولي
- سادي روبرتسون بدور مارلين
- إيرني هدسون بدور القاضي
- بات بون بدور والتر ويسلي
- فريد تومبسون بدور الأب الكبير
- روبن غفنز بدور السيدة كيني
- كاري سكوت بدور ريتشارد تاولي
- ماريا كانالز باريرا بدور كاثرين تاولي
- بنجامين أونيانغو بدور الأب جود
- راي وايس بدور بيتي كين
- بول كو بدور إيب
- جون لندستورم بدور جيم باول
- إيمون مككريستال بدور سيمون بويل
- أبيغيل دوهون بدور جيسيكا
- تريشا لافاك بدور إيمي راين

## وصلات خارجية
- الله ليس ميت 2 على موقع IMDb (الإنجليزية)
- الله ليس ميت 2 على موقع ميتاكريتيك (الإنجليزية)
- الله ليس ميت 2 على موقع روتن توميتوز (الإنجليزية)
- الله ليس ميت 2 على موقع نتفليكس (الإنجليزية)
- الله ليس ميت 2 على موقع قاعدة بيانات الأفلام العربية
- الله ليس ميت 2 على موقع ألو سيني (الفرنسية)
- الله ليس ميت 2 على موقع Turner Classic Movies (الإنجليزية)
- الله ليس ميت 2 على موقع أول موفي (الإنجليزية)
- الله ليس ميت 2 على موقع بوكس أوفيس موجو (الإنجليزية)
- الله ليس ميت 2 على موقع فيلمافينيتي (الإسبانية)
- الله ليس ميت 2 على قاعدة بيانات الأفلام على الإنترنت